# المش الحجازي
المش الحجازي هو نوع جبنة شهية يصنعها أهالي الحجاز من الجبنة البيضاء يضاف لها زبادي وتُخلط بمكعبات الليمون وقشر البرتقال والجزر والفلفل الأخضر والملح ثم يضاف لها حبة البركة وكمية وافرة من زيت الزيتون على الوجه.

مش حجازي

المش الحجازي والمش المصري لهما نفس الاسم ولكن يختلفان بالمكونات، حيث يتكون المش المصري من جبنة القريش والمورتة والفلفل الأحمر ويضاف لها كمية كبيرة من الملح ثم يتم تخميرها سنوات في مكان حار حتى يغمق لونها لتصبح باللون البني.

## انظر أيضا

مش مصري